# سياسة ميانمار
تعمل ميانمار (بورما سابقًا) بحكم القانون كدولة مركزية موحدة ومستقلة بموجب دستور عام 2008. في 1 فبراير من عام 2021، استولى جيش ميانمار على الحكومة من خلال انقلاب عسكري، ما تسبب في استمرار الاحتجاجات المناهضة.

## الأوضاع السياسية

### التاريخ المُبكر
ظهرت أولى دول المدن المعروفة في وسط ميانمار في القرن الثاني الميلادي. تأسست هذه الدول على يد المهاجرين الناطقين بلغة التبت البورمانية من يونان الحالية. بدأ تاريخ ميانمار ككيان موحد، بورما سابقًا، مع صعود مملكة باغان في عام 849. في عام 1057، أسس الملك أناوراهتا أول دولة موحدة في ميانمار داخل باغان. في عام 1287، انهارت مملكة باغان إثر غزوات المغول المتكررة، ما أدى انقسام سياسي دام 250 عام. في الفترة بين عامي 1510 و 1752، وضعت سلالة تونغو المنطقة في اتحاد مستقل تحت اسم بورما، وأصبحت أكبر إمبراطورية في جنوب شرق آسيا في القرن السادس عشر. من عام 1752 حتى عام 1885، استمرت سلالة كونباونغ بتنفيذ الإصلاحات الإدارية التي وضعتها سلالة تونغو. انتهى النظام المَلَكي البورمي الذي استمر لألف عام بعد نشوب الحرب الأنجلو بورمية الثالثة في عام 1885.

### الحكم البريطاني
بعد عام 1885، أصبحت بورما جزءًا من الهند البريطانية حتى عام 1937. بدأت بورما البريطانية باعتراف رسمي على الخريطة الاستعمارية مع حدودها الجديدة التي تضمنت أكثر من 100 عِرق. سميت بورما على اسم المجموعة العِرقية المهيمنة بامار، التي تشكل 68 بالمئة من سكان المنطقة.

### الحرب العالمية الثانية
خلال الحرب العالمية الثانية، تطوعت مجموعة معظمها من أفراد قبيلة بامار العِرقية للقتال إلى جانب اليابانيين، على أمل الإطاحة بالقوات البريطانية المحتلة. في الوقت نفسه، دعمت العديد من الجماعات العِرقية الأخرى قوات الحلفاء ضد القوات اليابانية المدعومة من بامار. عُدّ هذا الصراع كبيرًا جدًا في أعقاب الحرب العالمية الثانية عندما مُنحت بورما استقلالها عن بريطانيا العظمى في عام 1948. قبل انتهاء الاستعمار، رسمت الحكومة البريطانية خريطةً جديدة بحدود جديدة للبلاد تضمنت بعض الأعراق ذات السيادة الذاتية سابقًا. وجدت مجموعات عديدة من الأشخاص من مختلف الأعراق والثقافات نفسها فجأة جزءًا من بلد سُمي على اسم بامار، وهي مجموعة لم يتمكنوا من الاتفاق معها. أدى الانقسام خلال الحرب العالمية الثانية إلى تفاقم مشاعر الاستياء تجاه بامار. من خلال منح الاستقلال لبورما، سلّمت الحكومة البريطانية السيطرة على جميع الأعراق التي تسكن بامار.

### اتفاقية بانغلونغ
تمكن أون سان، الذي قاد الكفاح من أجل الاستقلال، من إقناع قادة الجماعات العِرقية الأخرى التي قاتلت إلى جانب البورميين بالبقاء كدولة واحدة. تم تطبيق الدستور البورمي الجديد في عام 1948 من خلال اتفاقية بين-لون (بانغلونغ)، التي وقعها كل زعيم عِرقي لدعم الاتحاد المكتشف حديثًا. أدى اغتيال أونغ سان المفاجئ قبل تنفيذ الاتفاقية إلى إلغاء الوحدة. اعتُبرت وفاته بمثابة فترة سلام قصيرة الأمد داخل الأمة الجديدة، ما أدى نهايةً إلى فراغ في السلطة لم يتم ملؤه بشكل صحيح منذ ذلك الحين. تبع ذلك فترة من عدم الاستقرار مع القادة الذين فشلوا في تمثيل المصلحة الفضلى لكل عِرق.
ابتداءً من أواخر الخمسينيات من القرن العشرين، حتى عام 2024 على الأقل، لعب جيش ميانمار دورًا رئيسيًا في تشكيل سياسات البلاد وتوجيهها.